# Copa FGF de 2022
A Copa FGF de 2022 ou Troféu Tarcíso Flecha Negra é a décima oitava edição do torneio realizado pela Federação Gaúcha de Futebol. O nome da competição homenageia o ex-jogador do Grêmio Tarciso Flecha Negra, falecido em 2018. O campeão dessa competição assegurará uma vaga para a Copa do Brasil de 2023, além de disputar a Recopa Gaúcha de 2023 com o Grêmio, campeão do Campeonato Gaúcho de Futebol de 2022 - Série A.

## Participantes
Brasil de Pelotas e Novo Horizonte desistiram da competição. Marau e Riopardense foram excluídos. Seus jogos serão cancelados e aplicados o escore de 3 a 0 em favor dos seus adversários.